# Lustprinzip (Album)
Lustprinzip ist das zweite Album der Electropunkband Egotronic. Es erschien am  26. Oktober 2007 über Audiolith Records.

## Entstehungsgeschichte
Torsuns Buch Raven wegen Deutschland handelt von der Entstehungsgeschichte des Albums. Laut dem Buch stand Egotronic nach dem ersten Album Die richtige Einstellung, das 2006 über Audiolith Records veröffentlicht wurde, am Scheideweg. Eine feste Besetzung gab es nicht, Torsun lebte in einer WG vor sich hin und versuchte eine schwierige Trennung zu verarbeiten. Raven gegen Deutschland entwickelte sich vor allem im Umfeld der antideutschen Bewegung zu einem Clubhit, der bereits auf den wenigen Konzerten 2006 gefordert wurde. Ansonsten konzentrierte sich Torsun auf die Teilnahme an verschiedenen Raves und einen exzessiv geschilderten Drogenkonsum. Eher halbherzig begann er an mehreren Liedern zu arbeiten, fand jedoch keinen rechten Anfang. Schließlich wandte er sich an den Darmstädter Musiker und Produzenten Johnny Weltraum, mit dem er bereits in den 1990ern zusammengearbeitet hatte. Innerhalb weniger Tage entstanden die ersten Lieder für das Album. Nach einer kurzen Pause wurden innerhalb einer weiteren Woche die restlichen Songs fertiggestellt. Danach folgten noch einige Texte. Der Gesang wurde in Plemos Studio in Hamburg eingesungen.

## Titelliste
1. Raven gegen Deutschland – 3:43
2. Lustprinzip – 4:20
3. Der Tausch (feat. Kulla) – 4:07
4. Nicht nur Raver – 3:37
5. XTC Boy (feat. Nina und Plemo) – 5:15
6. Meine Sonnenbrille – 4:18
7. Ich kann dich fahren (feat. Sedlmeir) – 2:58
8. Hip, cool, sexy – 3:16
9. Verliebt – 0:44
10. Die Zehn wird nicht geschrieben (feat. Johnny Weltraum) – 0:27
11. Afterhour – 5:13

Es existieren zwei LP-Versionen des Albums, die beide von Red Lounge Records veröffentlicht wurden, eine auf 100 Stück limitierte rote Version und eine reguläre Schallplattenversion in schwarzem Vinyl. Beiden Versionen wurde eine 7" namens Afterhour beigelegt, die zwei Remixe  enthielt.
1. Fahren (Fahruntauglich Remix)
2. Meine Sonnenbrille (Morning Smoke Mix)

## Songinfos
Raven gegen Deutschland entstand nach einer Tanzdemo im Berliner Stadtteil Friedrichshain. Dort gab es 2006 einige rassistische Übergriffe und Angriffe auf Linke. Zusammen mit den Organisatoren versuchte Torsun ein Zeichen zu setzen. Auf der Demo lief Techno, dazu wurden Protestplakate mit den Slogans BTM statt BDM und Deutschland muss sterben, damit wir raven können hochgehalten. Letzteren Spruch verkürzte Torsun dann zu Raven gegen Deutschland. Dazu schrieb er einen Text und bastelte aus dem Rhythmus eines 2006 populären Technotracks und dem Basslauf eines weiteren Tracks die Instrumentalseite. Er ergänzte Melodien und Breaks und schuf so einen eigenen Song.
Lustprinzip war ursprünglich als Remix für einen Torsun bekannten Rapper gedacht, der ein Lied aufgepeppt haben wollte. Als Grundlage wählte er den Beat eines Songs des Electromusikers Plemo. Als er das Instrumental fertig hatte, beschloss Torsun das Lied doch für sich zu behalten und schrieb einen Text über die Feierlaune. Das Lied veröffentlichte er zunächst als MP3-Version, ließ es für das Album aber von Johnny Weltraum nochmal anpassen. Dazu wurde ein Video gedreht, das eine wüste Drogenparty zeigt und sich auf YouTube zu einem kleinen Hit entwickelte. Das Video wurde in der Wohnung von KT&F, einem Neumitglied von Egotronic, gedreht. Regie führten Egotronics Booker Artur und ein Künstler namens Johannes. Vor Drehbeginn wurde Ecstasy herumgereicht, danach räkelten sich alle Protagonisten auf einem großen Bett und wurden dabei laufend mit Puderzucker überschüttet, das für Kokain stehen sollte. Die Protagonisten trugen dabei zu T-Shirts umfunktionierte Tragetaschen.
Verliebt entstand am ersten Wochenende der Zusammenarbeit von Torsun und Johnny Weltraum. Torsun hatte das Grundgerüst bereits fertig. Das Lied handelte von einer Frau namens Marie, die Torsun im Sommer 2007 kennen lernte. Der Text besteht lediglich aus der Zeile „Ich kenn dich nicht, du kennst mich nicht, und doch bin ich verliebt in dich“.
Meine Sonnenbrille handelt davon, auf Raves unbedingt eine Sonnenbrille dabei zu haben. Diese erfüllt den Zweck, die Augen nach mehreren durchgemachten Nächten vor anderen Menschen zu verbergen.
Hip, cool, sexy handelt von einem ehemaligen Bekannten von Torsun, der seine Freunde um Geld betrog und ansonsten ein „Großmaul“ war.
Nicht nur Raver entstand unter dem Eindruck der Ausschreitungen in Mügeln 2007. Erwähnt werden außerdem die Ausschreitungen in Rostock-Lichtenhagen von 1992. Ähnlich wie Raven gegen Deutschland ist hier eine antideutsche Grundeinstellung zu erkennen. Die Konsequenz aus den beiden pogromähnlichen Übergriffen ist im Lied „Deutschland soll brennen“.